# 日下晃次郎
日下 晃次郎（くさか こうじろう、1894年〈明治27年〉9月30日 - 没年不明）は、日本の実業家、広島県多額納税者。廣島證券商事社長。斎藤商店取締役。

## 経歴
広島県賀茂郡三津町（現・東広島市安芸津町三津）出身。酒造業・日下賛三の二男。広島県立広島第一中学校卒業。1921年、慶應義塾大学部理財科卒業。広島産業銀行員となる。1925年、家督を相続した。農業を営んだ。三津酒造専務取締役に就任した。
1930年、加奈陀サン生命保険に入り、広島支部長を務めた。廣島證券商事取締役、同社長を務めた。住友生命保険会社に勤務した。

## 人物
貴族院多額納税者議員選挙の互選資格を有した。処世の信条は協力一致。趣味はスポーツ、読書、運動。宗教は真宗。本籍は広島県賀茂郡三津町（現・東広島市安芸津町三津）。住所は広島市牛田町、同市牛田本町、同市国泰寺町、同市雑魚場町。

## 家族・親族
日下家
家系について『広島県誌』によると「日下家は初代以来16世代々割庄屋を勤めた。三津と云えば日下を連想し、日下と云えば三津を連想せしめたる旧家である」という。
- 父・賛三（1856年 - ?、酒造家、素封家[10]、名望家[14]） - 父・賛三は盛んに酒造業を営んだが、その後廃業、酒醸造用機具一式を他人に貸与して自己は悠々自適閑散の身になり、常に読書をもって心身を練った[10]。
- 姉・八重（1891年 - ?、香川、森小八郎の妻）[5][9]
- 兄・是一（三津町長[10]、篤農家[15]） - 1908年5月から1909年9月まで広島県賀茂郡三津町長をつとめる[16]。
- 妻・壽子（1902年 - ?、島根、湯浅権二女）[5][9]
- 長女[5]
- 二女[5]
- 三女[5][9]
- 四女[9]
- 男[8]